# چه خبر، تایگر لی‌لی؟
چه خبر، تایگر لی‌لی؟ (انگلیسی: What's Up, Tiger Lily?) یک فیلم کمدی در سبک جاسوسی به کارگردانی وودی آلن و تانیگوچی سنکیچی است که در سال ۱۹۶۶ منتشر شد. از بازیگران آن می‌توان به لوئیز لسر، وودی آلن، آکیکو واکابایاشی و می هاما اشاره کرد.